# Nymphe (Angelköder)
Die Nymphe ist ein Angelköder, der das Larvenstadium von Wasserinsekten imitiert. Sie wird häufig beim Fischen auf Salmonide (Forellen, Äschen, Felchen etc.) verwendet. Nymphen gibt es in verschiedenen Formen, Größen und Farben. Welche Nymphen zum Angeln verwendet werden, hängt stark vom Gewässer, den Umwelteinflüssen und Fischarten ab.

## Aufbau

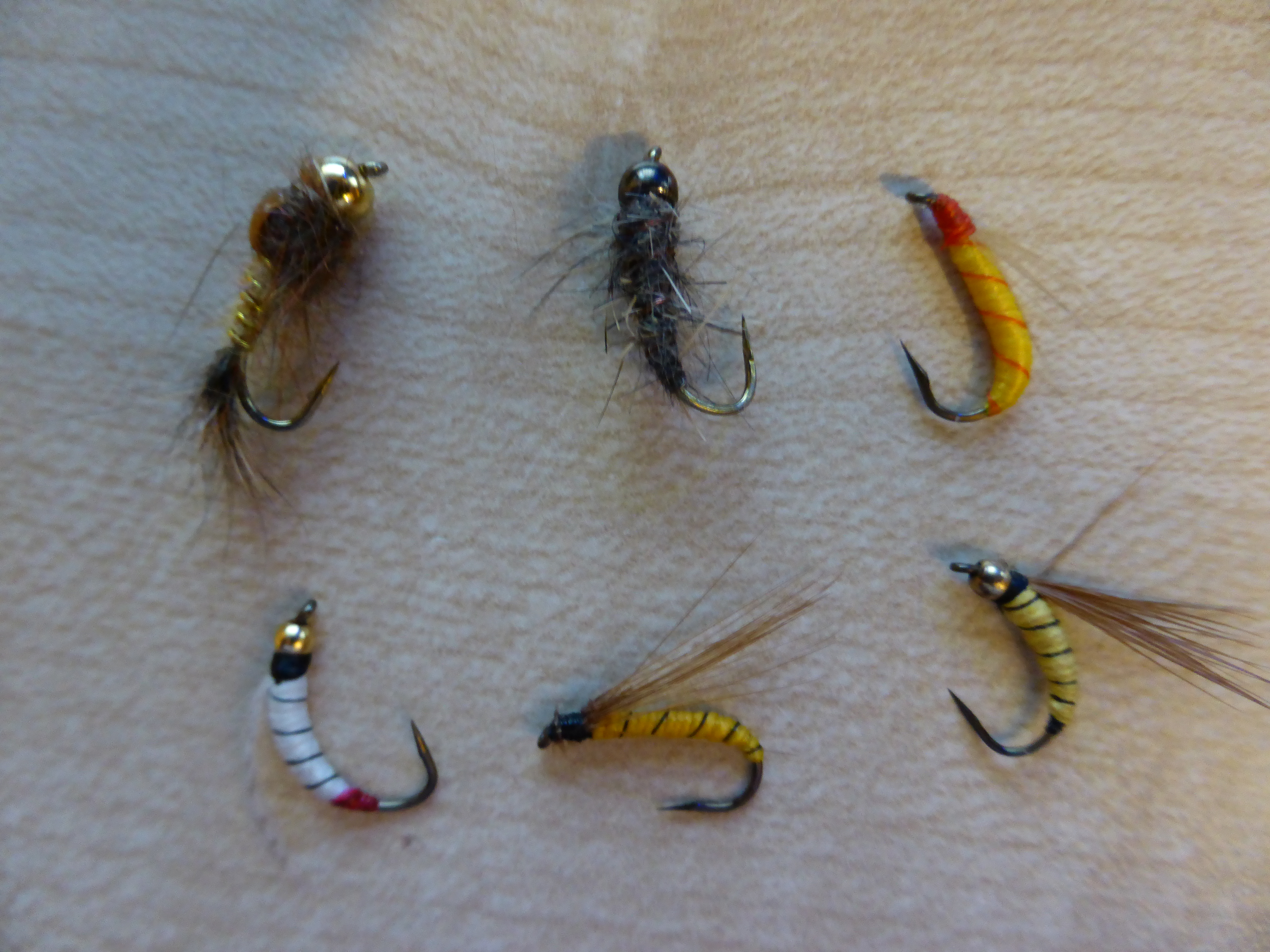
Diverse Nymphen (Angelköder)

Die fertige Nymphe besteht aus verschiedenen Materialien:
- Der Haken bildet das Grundgerüst der Nymphe. Auf ihm nimmt die Nymphe ihre Gestalt an. Am häufigsten wird die Farbe Gold verwendet. Es kommt aber auch vor, dass bei der Hakenfarbe auch mal auf Silber oder eine dunklere Farbe zurückgegriffen wird. Die Hakengröße variiert stark und muss auf die, am Gewässer vorkommende, Nahrungsquelle der Fische abgestimmt werden.
- Der Floss ist ein mehrfädiger Bindefaden und wird verwendet, um der Nymphe ihren Körper zu geben. Man kann ihn praktisch in allen Farben im Fachhandel kaufen.
- Die Bindeseide dient häufig als Zierfaden um der Nymphe zusätzliche Reize zu geben. Auch diese gibt es im Fachhandel in verschiedenen Farben und Stärken zu kaufen.
- Lametta und Tinsel dient als weiters Ziermaterial um die Nymphe fängig zu machen.
- Die Glasperle dient zur Gestaltung des Nymphenkopfes. Sie sendet noch zusätzliche Reize für den Fisch aus.
- Federn bieten sich perfekt an um das Abdomen der Insekten zu imitieren.
- Der Lack dient dazu, die Nymphe länger haltbar zu machen. Es ist jedoch nicht zwingend notwendig die Nymphe zu lackieren. Durch den Lack erlangt die Nymphe eine größere Stabilität und franst nicht so schnell aus. Zudem kann der Lack zusätzliche Reize auf die Fische ausüben.

## Verwendung
Die Nymphe wird häufig beim Fliegenfischen, Zapfenfischen oder Felchen-/Renkenfischen eingesetzt, wobei beim Fliegen- und Zapfenfischen häufig nur eine einzelne Nymphe zum Einsatz kommt. Beim Felchen-/Renkenfischen kommt die Nymphe an einer Hegene zur Verwendung, hierbei sind bis zu fünf Nymphen gleichzeitig im Einsatz. Eine Spezialnymphe ist die sogenannte Goldkopfnymphe, die sich – wie es der Name schon sagt – durch eine goldene Perle als Kopf auszeichnet.